# درميسية
الدرميسية (الاسم العلمي: Dromaiidae) هي فصيلة من الطيور تتبع رتبة الشبنميات من طائفة الطيور.

## أجناس
تحتوي هذه الفصيلة على جنس واحد هو:
- طائر الدرميس أو طائر الأمو